# El apostolado
El apostolado es una película dramática guatemalteca de 2020 dirigida, escrita y producida por Juan Manuel Méndez (en su debut como director). La película fue preseleccionada por la Asociación Guatemalteca del Audiovisual y la Cinematografía junto con La Llorona y Luz para representar a Guatemala en la categoría de Mejor Película Internacional en la 93.ª edición de los Premios Óscar, pero no fue escogida. Pero fue escogida para representar a su país en la categoría de Mejor película iberoamericana en la XXXVI edición de los Premios Goya, pero no fue nominada.

## Sinopsis
Un cura disidente vive de forma humilde y se dedica a ayudar, muy a su manera, a gente de distintas clases sociales, de quienes recibe pequeños y grandes favores. Su forma de vivir parece funcionar a la perfección, hasta que se encuentra con dos mujeres que ponen en duda sus intenciones.

## Reparto
- Sebastián de la Hoz como El cura
- Andrea Gálvez como Inés
- Devayani Morales como Esmeralda
- Luis Barrillas como Don Eliseo
- Lucía Montepeque como Julieta

## Producción
Mendel al inicio tenía grandes ambiciones para el proyecto, tratando de llevarlo a cabo en Francia, sin embargo, fue un reto muy difícil por cuestiones de financiamiento por lo que Méndez pensó que sería más viable hacer un filme más pequeño, citando sus palabras: "Yo necesitaba grabar algo que fuera realizable y sobre todo costeable. Yo tenia la idea de este personaje que le gustaba ayudar a la gente y de entre todo lo que se me hacia más lógico tenía la imagen de este cura".
El rodaje comenzó el 8 de noviembre de 2018 y finalizó el 27 de noviembre de 2018 en la Ciudad de Guatemala. 3 días después se inició la etapa de posproducción, que duró 10 meses, donde se trabajó el montaje, grabación de voces en off, composición de la banda sonora y mezcla de sonido.

## Lanzamiento
El apostolado tenía planeado un estreno comercial en cines en Guatemala en 2020, pero se vio cancelada debido a la pandemia del Covid-19. Posteriormente, se comunico que la película tendrá un estreno digital en Vimeo on Demand entre el 18 de septiembre de 2020 al 25 del mismo mes. Aunque, estuvo disponible una semana más para alquilar debido a la demanda del público.